# Disperis cardiophora
Disperis cardiophora är en orkidéart som beskrevs av William Henry Harvey. Disperis cardiophora ingår i släktet Disperis och familjen orkidéer. Inga underarter finns listade i Catalogue of Life.